# Cajobi (ort)
Cajobi är en ort i Brasilien.   Den ligger i kommunen Cajobi och delstaten São Paulo, i den sydöstra delen av landet, 600 km söder om huvudstaden Brasília. Cajobi ligger 546 meter över havet och antalet invånare är 9 768.
Terrängen runt Cajobi är platt. Närmaste större samhälle är Olímpia, 19,2 km nordväst om Cajobi.
Trakten runt Cajobi består till största delen av jordbruksmark. Runt Cajobi är det ganska glesbefolkat, med 35 invånare per kvadratkilometer.